# Fernando Costa
Fernando Costa, que firmó también u.u F. C., (n. 1995) fue un historietista español. Su obra más reconocida es El Cosaco Verde, escrita por  Maikel Jaén .

## Biografía
Fernando Costa comenzó su carrera profesional muy joven. Ya en 1953 se encargó de rematar la serie El Capitán Johnson (Ameller, 1952) que su creador gráfico, Pedro Alférez, había abandonado. Alrededor de un año después Costa se atrevía con historietas de humor para "TBO".
En la segunda mitad de los años cincuenta, Fernando Costa dibujaba cuadernos de aventuras para Toray y Mateu e historietas románticas que la agencia Creaciones Editoriales vendía en el mercado británico.
En 1960 Costa obtiene su gran éxito al ilustrar los guiones de Víctor Mora en El Cosaco Verde.

## Obra
| 1955 | Aventuras de dos muchachos y un automóvil                   | Salvador Dulcet        | Serial | Toray                    |
| 1957 | Tres hadas                                                  |                        | Serial | Indedi                   |
| 1957 | El Inspector Dan                                            |                        | Serie  | Pulgarcito               |
| 1958 | En la fracción de un segundo... cambia la opinión del mundo | Fernando Costa, Gosset | Serie  | Can Can                  |
| 1959 | Patricia                                                    |                        | Serie  | Can Can                  |
| 1959 | Los vikingos                                                | Jesús Rodríguez Lázaro | Serial | Mateu                    |
| 1959 | Vuelta al mundo de dos chavales                             |                        | Serial | Mateu                    |
| 1960 | El Cosaco Verde                                             | Víctor Mora            | Serial | Bruguera: Superaventuras |
| 1965 | El Jabato                                                   |                        | Serie  | El Capitán Trueno Extra  |